# San Possidio
San Possidio (IV secolo – dopo il 437) è stato un vescovo e santo berbero, vescovo di Calama in Numidia.

## Biografia
Intorno al 397 fu eletto vescovo di Calama in Numidia. Amico per oltre 40 anni di sant'Agostino, che conobbe probabilmente all'epoca della fondazione del monastero maschile a Ippona, ne descrisse l'apostolato in Vita Sancti Augustini. Partecipò ai Concili d'Africa, tra cui quello del 411, tra cattolici e donatisti.
Partecipò anche ai Concili antipelagiani di Milevi nel 416 e di Cartagine nel 419, e fu incaricato di due missioni ufficiali in Italia presso l'imperatore nel 409 e nel 410 per difendere le ragioni della chiesa africana. Nel 428 scampò alla devastazione di Calama, attaccata dai Vandali, rifugiandosi ad Ippona, presso Agostino.
In seguito, secondo la ricostruzione del racconto agiografico, nel quale la vicenda di Possidio si confonde con quella di san Possidonio, il vescovo sarebbe stato esiliato dai Vandali della Numidia: lasciato da questi su una barca senza vele e senza remi, si sarebbe miracolosamente salvato approdando sulle coste dell'attuale Puglia. Qui Possidio trascorse gli ultimi giorni della sua vita. Successivamente le spoglie del santo africano sarebbero state donate al vescovo di Reggio Emilia.
L'ultima menzione storica di Possidio risale al 437, quando venne esiliato da Genserico, assieme a Novato di Sitifi e a Severiano di Ceramussa.
Non si conosce la data della sua morte.

## Culto
Dal Martirologio Romano al 16 maggio: «Commemorazione di san Possidio, vescovo di Guelma in Numidia, nell'odierna Algeria, che, discepolo e amico fedele di sant'Agostino, fu presente alla sua morte e ne scrisse una celebre biografia».
L'Ordine agostiniano lo celebra insieme a sant'Alipio il 16 maggio per concessione di papa Clemente X (breve Alias a Congregatione del 19 agosto 1672).
Sulle pareti della chiesa ipogea di San Possidonio a Crispiano era raffigurato in un affresco; ne è rimasta l'iscrizione.